# Луцій Корнелій Долабелла (проконсул Дальньої Іспанії)
Луцій Корнелій Долабелла (лат. Lucius Cornelius Dolabella) (близько 140 - після 98 року до н. е.) - римський державний діяч.
Луцій Корнелій Долабелла - син Публія Корнелії Долабелли, онук Луція Корнелія Долабелли, корабельного дуумвіра (начальника флоту, лат. Duoviri navales) в 180-178 роках до н. е. і, можливо, батько Публія Корнелія Долабелли, претора в 69 році до н. е. і проконсула Азії в 68 році до н. е.  .
Близько 100 року до н. е. Луцій Корнелій Долабелла - претор, в 99 році до н. е. - проконсул Дальньої Іспанії; 26 січня 98 року до н. е. удостоєний тріумфу за перемогу над лузітанами.